# Franz Kutschera
Franz Kutschera [kúčera], avstrijski nacistični funkcionar in vojni zločinec, * 22. februar 1904, Oberwaltersdorf, Avstro-Ogrska,  † 1. februar 1944, Varšava, Poljska.

## Življenje in delo
Nacistični brigadni general (SS-Brigadeführer) Franz Kutschera je bil do priključitve Avstrije Tretjemu rajhu (Anschluss) ilegalni nacistični funkcionar na avstrijskem Koroškem, 1939-1941 namestnik pokrajinskega vodje nacistične stranke NSDAP (namestnik gauleiterja) za Koroško, od 14. aprila do 16. decembra 1941 šef civilne uprave za Gorenjsko in Mežiško dolino na Bledu, nato od februarja 1942 v štabu višjega vodje SS (SS-Oberführer) in policije za osrednji del Sovjetske zveze in od septembra 1943 vodja SS in policije za območje Varšave. Bil je zagrizen izvajalec nacistične raznarodovalne in represivne politike; v atentatu so ga ubili člani poljskega odporniškega gibanja.